# Kyle Richards
Kyle Egan Richards (sinh ngày 11/1/1969) là nữ diễn viên, nhân vật truyền hình, nhà thiện nguyện người Mỹ. Bà bắt đầu sự nghiệp từ khi còn bé với các phim như Ngôi nhà nhỏ trên thảo nguyên, The Car (1977), Halloween (1978). Từ năm 2010, bà tham gia chương trình truyền hình thực tế The Real Housewives of Beverly Hills.

## Thời thơ ấu
Richards sinh năm 1969 ở Hollywood. Bà là con gái của Kathleen Mary Richards (nhũ danh: Dugan; 1938–2002) và Kenneth Edwin Richards (1917-1998).